# Клаус-Петер Гільденбранд
Клаус-Петер Гільденбранд  (нім. Klaus-Peter Hildenbrand, 11 вересня 1952) — німецький легкоатлет, олімпійський медаліст.

## Виступи на Олімпіадах
| Олімпіада     | Дисципліна         | Місце |
| ------------- | ------------------ | ----- |
| Монреаль 1976 | біг на 5000 метрів | 3     |

## Зовнішні посилання
- Досьє на sport.references.com [Архівовано 15 червня 2011 у Wayback Machine.]